# Jiliște
Jiliște – wieś w Rumunii, w okręgu Vrancea, w gminie Slobozia Ciorăști. W 2011 roku liczyła 553
mieszkańców